# A mezzanotte possiederò la tua anima
A mezzanotte possiederò la tua anima (À Meia-Noite Levarei Sua Alma) è un film del 1964, scritto, diretto e interpretato da José Mojica Marins. È il primo film dell'orrore del cinema brasiliano e vede il debutto del personaggio di Zé do Caixão, interpretato dal regista stesso in altri 12 film.
Il film è il primo capitolo di una trilogia di cui fanno parte Questa notte mi incarnerò nel tuo cadavere del 1967 e Encarnação do Demônio del 2008, anche questi diretti da Marins.

## Trama
Che cos'è l'esistenza? La continuità della stirpe. Che cos'è la stirpe? È la ragione dell'esistenza!»
(Il discorso iniziale di Zè do Caixão)
In una remota cittadina brasiliana, Zé do Caixão è il becchino locale, temuto da tutti i suoi concittadini per via del suo aspetto lugubre e dei suoi modi di fare estremamente violenti. Egli veste sempre alla stessa maniera, indossando mantello, cilindro ed abiti di colore nero e rinnega totalmente qualsiasi tipo di religione o morale. L'unico suo credo è la continuità della stirpe (della sua in particolare) e per riuscirci, si mette alla ricerca della donna perfetta, una donna che potrà renderlo padre di una creatura immortale e superiore al genere umano. A causa della sterilità di sua moglie Lenita, Zé corteggia Terezinha, compagna del suo migliore amico Antônio, ma per arrivare ad avere la donna, escogita un piano diabolico che prevede la morte sia di Lenita che di Antonio stesso. Uccide prima la moglie (le provoca un arresto cardiaco dopo averla fatta mordere da un ragno), poi il suo amico (gli fracassa il cranio e lo annega in una vasca da bagno), ottenendo così campo libero per arrivare a Terezinha. Violenta la donna, la quale, disperata, gli annuncia che si suiciderà il giorno seguente e tornerà poi dall'aldilà per prendergli la sua anima maledetta. Terezinha mantiene fede alla sua macabra promessa e si impicca, venendo poi seppellita a mezzanotte. Intanto la polizia locale, insospettita da queste morti, apparentemente accidentali, incomincia a tenere d'occhio il becchino, che però si rivela un osso duro e arriva ad eliminare anche il medico legale, dandogli fuoco. Ma presto o tardi arriverà la resa dei conti anche per Zé do Caixão, rimasto impunito e ancora libero di continuare la sua ricerca della donna perfetta; la notte dei morti, tornando a casa attraverso il bosco, gli appaiono le anime dei defunti (tra cui anche quelle di Antonio e Terezinha) che lo trascinano via. Nel frattempo, una folla inferocita, decisa a toglierlo di mezzo, si reca alle sue pompe funebri e lì trova il cadavere sfigurato di Zé. Nell'istante in cui rinvengono il corpo, scocca fatidica la mezzanotte: Terezinha ha mantenuto in tutto e per tutto la promessa.

## Produzione
L'idea originaria di Marins era quello di dirigere la pellicola senza recitarvi, ma decise di interpretare il ruolo di Zé do Caixão in seguito all'abbandono dell'attore protagonista. Si narra che l'eccessivo fanatismo del regista, il quale arrivò perfino a vendersi l'auto e la casa pur di realizzare questo film, abbia comportato diversi problemi durante le riprese; vari membri della troupe hanno infatti confermato  come Marins fosse arrivato addirittura a minacciare con una pistola il cameraman che si rifiutava di girare una scena a causa della poca luce solare. In seguito, il regista ha ammesso l'accaduto, ma ha precisato che la pistola era finta. Un altro episodio disdicevole ha coinvolto perfino la polizia, in quanto alcuni componenti della troupe furono arrestati per aver abbattuto un albero in un parco di San Paolo, allo scopo di reperire materiale da utilizzare per le riprese.
Il film, eccezion fatta per due scene all'aperto, è stato girato quasi interamente all'interno di uno studio di 55 metri quadrati a San Paolo.

## Distribuzione
La pellicola è entrata nel pubblico dominio negli Stati Uniti.

## Accoglienza
Nei primi anni sessanta, la censura nazionale in Brasile praticamente non esisteva e ogni decisione veniva presa dai singoli stati brasiliani. Ne conseguì che il film fu bandito da alcuni stati, a causa dell'eccessiva violenza e del suo contenuto blasfemo, ma ottenne un enorme successo in altri, come nello stato di San Paolo, in cui il film venne trasmesso in un cinema per ben quattro mesi di fila.